# Atmosphere Visual Effects
Atmosphere Visual Effects è un'azienda di creazione di effetti visivi con sede a Vancouver. È stata fondata nel 2003 da tre ex impiegati della compagnia di effetti visivi GVFX: Andrew Karr, Tom Archer, e Jeremy Hoey. Hanno lavorato su numerosi spettacoli di fantascienza, incluso il rifacimento di Battlestar Galactica, Stargate Atlantis, 4400, Andromeda, e Babylon 5: The Lost Tales.
Per il loro lavoro su Battlestar Galactica sono stati candidati a molti premi. Per l'episodio La profezia di Pitia sono stati nominati per un premio Emmy nel 2005. Sono stati nominati per due premi Visual Effects Society nel 2006, per gli episodi Esodo e Un nuovo inizio.

## Filmografia

### Film
- Chestnut - Un eroe a quattro zampe (Chestnut: Hero of Central Park) (2004)
- Dead Sexy - Bella da morire (Drop Dead Sexy) (2005)
- Air Buddies - Cuccioli alla riscossa (Air Buddies) (2006)
- Wrong Turn 2 - Senza via d'uscita (Wrong Turn 2: Dead End) (2007)
- Supercuccioli sulla neve (Snow Buddies) (2008)
- Edison & Leo (2008)
- The Thaw (2009)

### Serie TV
- Battlestar Galactica - Stagione 1, 2 e 3
- Stargate Atlantis - Stagione 1, 2, 3 e 4
- 4400 - Stagione 2, 3 e 4
- Stargate SG-1 - Stagione 8, 9 e 10
- Dead Like Me - Stagione 1 e 2
- Kingdom Hospital - Stagione 1
- Andromeda - Stagione 4

### Altro
- The Colt - film TV (2005)
- Bloodsuckers - film TV (2005)
- Final Days of Planet Earth - film TV (2006)
- Nobody - Episodio pilota (2007)
- Babylon 5: The Lost Tales - film TV (2007)
- Virtuality - Episodio pilota (2009)
- Resistance - Episodio pilota (2011)